# Move!
Move! è il primo album dei Mellow Mood prodotto e registrato da Paolo Baldini al Dub Alchemy Studio di San Martino di Campagna e pubblicato nel 2009.

## Tracce
1. Tonight – 4:52
2. Only you – 3:37
3. Dance Inna Babylon – 3:36
4. So Many Tears – 3:57
5. Brighter Love – 2:54
6. How Many Rivers – 4:24
7. I'm Not Suffering – 3:46
8. Rock Me – 5:14
9. So Much Beauty – 5:38
10. We a Come – 5:05
11. Thanks – 4:32
12. Jah Keep the Truth – 4:18
13. Blaze It Up – 3:41
14. Sweet – 3:36